# Nya Zeelands parlament
Nya Zeelands parlament (Māori: Pāremata Aotearoa) är landets lagstiftande församling och består, förutom monarkin, av en kammare: Nya Zeelands representanthus. Representanthuset kallas ofta bara för "Parlamentet". Till 1986 var namnet officiellt Nya Zeelands generalförsamling och fram till 1951 bestod parlamentet också av en andra kammare, Nya Zeelands lagstiftande råd. 
Representanthuset består vanligen av 120 ledamöter, men ibland fler på grund av överhängsmandat. 71 ledamöter är direktvalda från sina distrikt och återstoden fördelas proportionellt efter partiernas andel. Maorifolket fick representation 1867 och kvinnor fick rösträtt 1893. Representanthusets former bygger ursprungligen på Westminstermodellen som härrör från Storbritanniens parlament (mer specifikt från dess underhus). 
Även om premiärministern kan befalla generalguvernören att utlysa nyval närsomhelst, så upplöses parlamentet automatiskt vart tredje år. Parlamentet är beläget till i parlamentsbyggnaderna i Wellington, huvudstad i Nya Zeeland sedan 1865.